# 张家树
张家树（1893年—1988年）原名张端六，圣名类思，是天主教上海教区的第一任自选自圣的主教，任期为1960年至1988年。
1893年（清光绪十九年）6月30日，张家树出生于江苏省松江府上海县老城厢马园街12号，祖籍南汇县西八灶（今上海市浦东新区康桥镇沿南村）的一个世代信仰天主教的家庭，这是一个历史悠久的天主教徒聚居村，村中有一所规模宏大的哥特式天主教堂（张家痛苦聖母堂）。后来就读于耶稣会在上海徐家汇创办的徐汇公学，1910年立志修道。1911年，张家树赴英国留学。1918年回国，1920年再度赴英，1923年在英国晋铎，先在法国巴黎、里昂等地的华侨教友中工作，至1925年回国，任浦东傅家玫瑰圣母堂副本堂神父。次年任徐汇公学教导主任，1937年8月升为校长。
1955年9月8日，上海教区主教龚品梅和一批神父被打成“龚品梅反革命集团”，被捕入狱。1960年4月23日，上海教区一批神父教友推举67岁的张家树为上海教区正权主教，4月27日，在徐家汇大堂由沈阳总教区总主教皮漱石主礼祝圣。上海教区主教座堂也迁到徐家汇圣依纳爵主教座堂。张家树总结这一时期说：“我60年祝圣主教后，政府只叫我做两件事：写材料，交代自己，揭发他人。”
1966年“文化大革命”开始，蒯大富率领北京清华大学红卫兵“井冈山兵团”南下，以“破四旧”为名毁坏徐家汇圣依纳爵主教座堂，批斗神父和修女，并强迫他们污辱圣像和十字架。张家树对着圣像祈祷长跪不起。此后张家树被下放劳动，修伞、洗玻璃瓶子。
1979年，张家树得到平反。1980年5月，中国天主教第三届代表会议召开，张家树当选为新成立的中国天主教主教团团长和中国天主教教务委员会主任。1982年10月开办佘山修院。1985年，年已93岁的张家树祝圣金鲁贤为自己的助理主教。1988年2月25日晨7时15分，张家树在上海华东医院去世，享年95岁，其骨灰被安放在徐家汇圣依纳爵主教座堂。